# 洪以倫
洪以倫（1870年—1925年6月29日），乳名黑毛，字由愷，號多此生:171，臺灣彰化縣深耕堡後寮（今芳苑鄉後寮村）人，原籍福建泉州府同安縣，詩人，曾為同安縣學生員。

## 生平
洪以倫同治九年（1870年）出生:485，父洪緒，母陳粉:171。19世紀其祖先遷居臺灣，落腳大肚山，後搬至後寮:171。年少時就讀於私塾:112，乙未戰爭爆發時返回同安，至邑庠就讀:171。時局平定後回到臺灣，應聘赴臺中教授詩詞，再於二林開設學塾:171。1913年和友人一同組織「讀書俱樂部」，詩社香草吟社成立後擔任詞宗，繼受聘於北斗螺溪吟社，又被聘至磺溪（彰化）任麗澤會、同志青年會、白沙吟社主講:485:171。《芳苑鄉志：歷史篇》紀載其不論學生貧富及文章工拙，而是視寫作者文力如何而刪改。據說作家賴和為其門生:171:112:485。
洪以倫死於1925年6月29日，是年7月21日舉辦喪禮，由吳上花、許存德等人朗讀弔詞。戰後後寮村村長曾清旺等人認為後寮的「寮」讀音與「了」相同，較不吉祥，建議修改村名，但彰化縣政府人員表示縣政府中有5位官員為洪以倫學生，可見後寮地靈人傑，無更名必要，該議遂罷:113:171。

## 家庭
妻許氏，因纏足，孫輩稱之為「細腳嬤」，生長子洪學石、次子洪學鼎（私塾教師）。妾顏氏，由於是洪以倫回同安後所娶，被稱作「唐山嬤」，後於二林法林禪寺出家，法號釋達柔，生三子洪學臺（畢業於廈門大學）。另育有2女，長女洪蕊仔嫁往北斗，次女洪碧仔嫁至二林:172。